# Lot y sus hijas

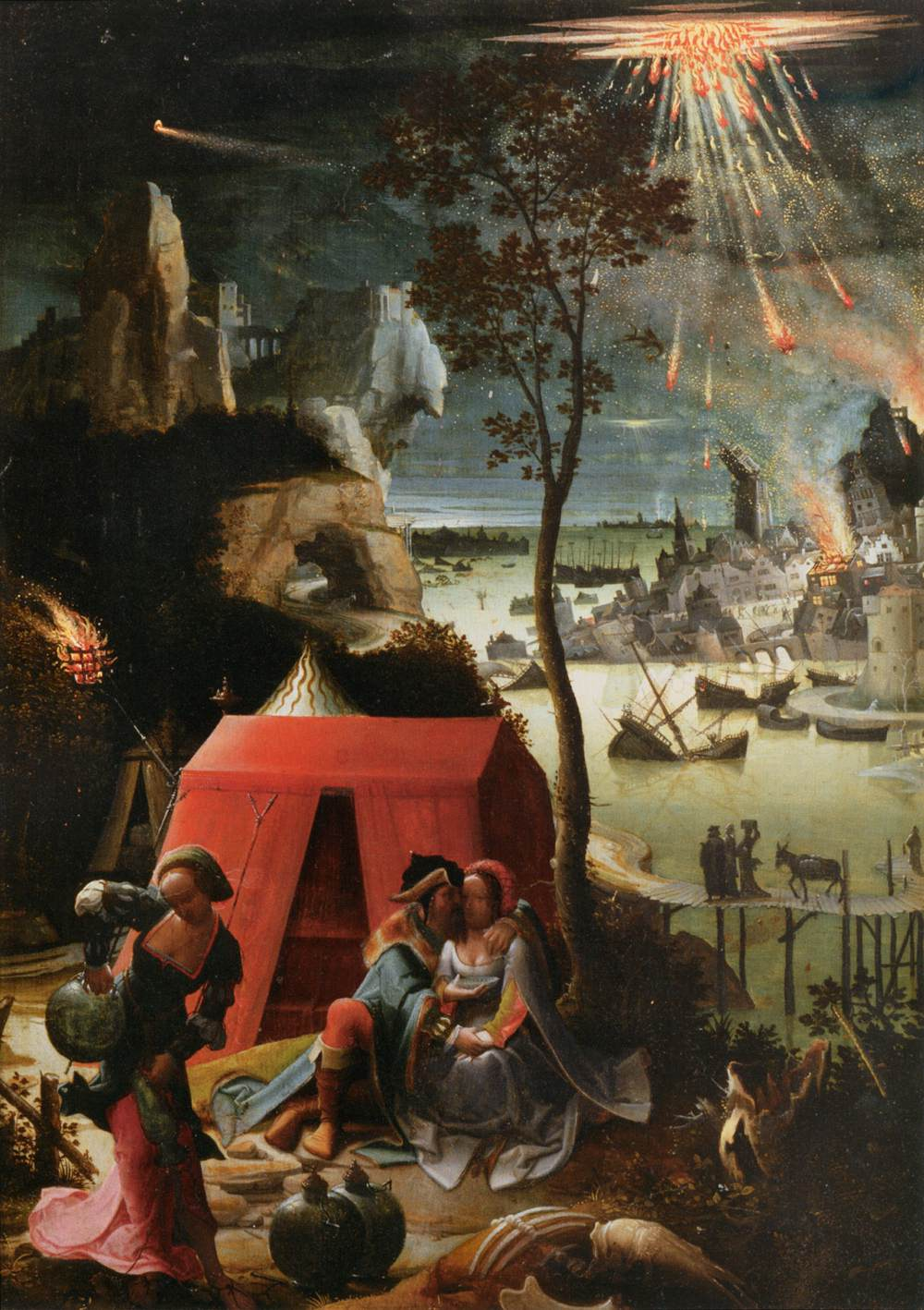
Lot y sus hijas (c. 1530), anónimo, Museo del Louvre, París.

Lot y sus hijas es el nombre que identifica a un pasaje bíblico (Génesis 19) que ha dado origen a un tema iconográfico muy representado en el arte a partir del Renacimiento, gracias a su condición de escena escabrosa, que incluye el incesto. 
Las hijas de Lot se encuentran en un descanso en su huida de Sodoma, donde vivían. Su relación con su padre es bastante extraña: por razones de hospitalidad, las había ofrecido para ser violadas por sus convecinos (que las despreciaron, pues preferían violar a los ángeles que Dios había enviado para avisarle de la destrucción de la ciudad). Han perdido a su madre, que acaba de convertirse en una estatua de sal (no pudo evitar volverse para ver cómo la ciudad era destruida). Viendo que su inevitable destino va a ser la soledad, deciden emborrachar a su padre y tener relaciones sexuales con él, para quedarse embarazadas. Sus nombres no se mencionan en la Biblia, pero sí en el Libro de Jaser como Paltith y Tamires, aunque sí en el Génesis aparecen los de los hijos que concibieron: Moab y Ben Ammi, de quienes descenderían moabitas y amonitas respectivamente.
Entre los pintores que han representado este tema está Lucas Cranach el Viejo (1528), Lucas van Leyden (ca. 1520), Altdorfer (1537), Bonifacio de Pitati (ca. 1550), Tintoretto (1550-1558), Jan Massys (1565), Jan Brueghel el Viejo (1609), Francesco Furini, Hendrick Goltzius (1616), Jacob Jordaens (en el taller de Rubens, 1615 o 1618-1620), Orazio Gentileschi (1622), Artemisia Gentileschi (1635-1638), Simon Vouet (Lot y sus hijas, 1633), Gustave Courbet (1844), etc.

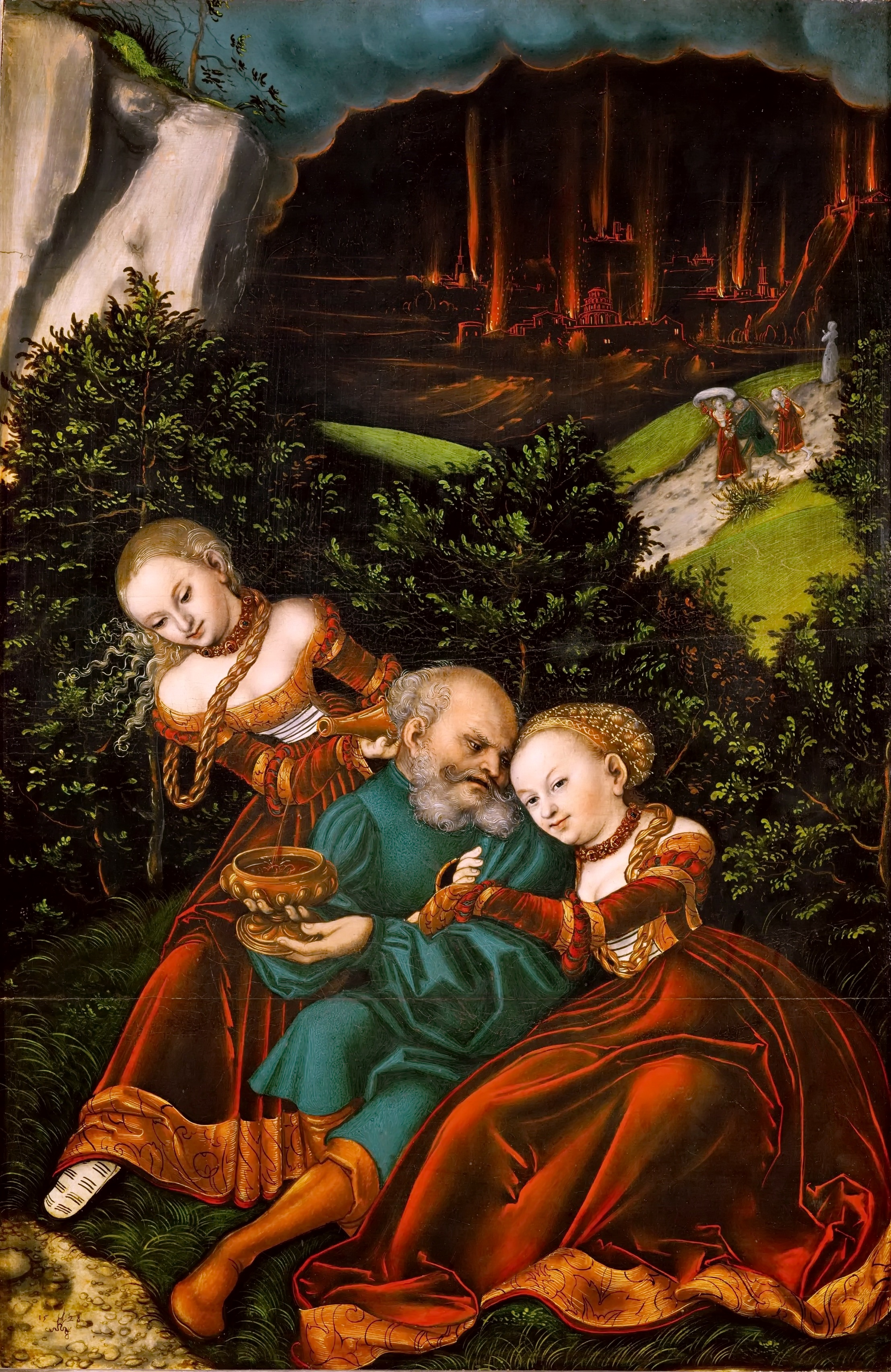
Lucas Cranach
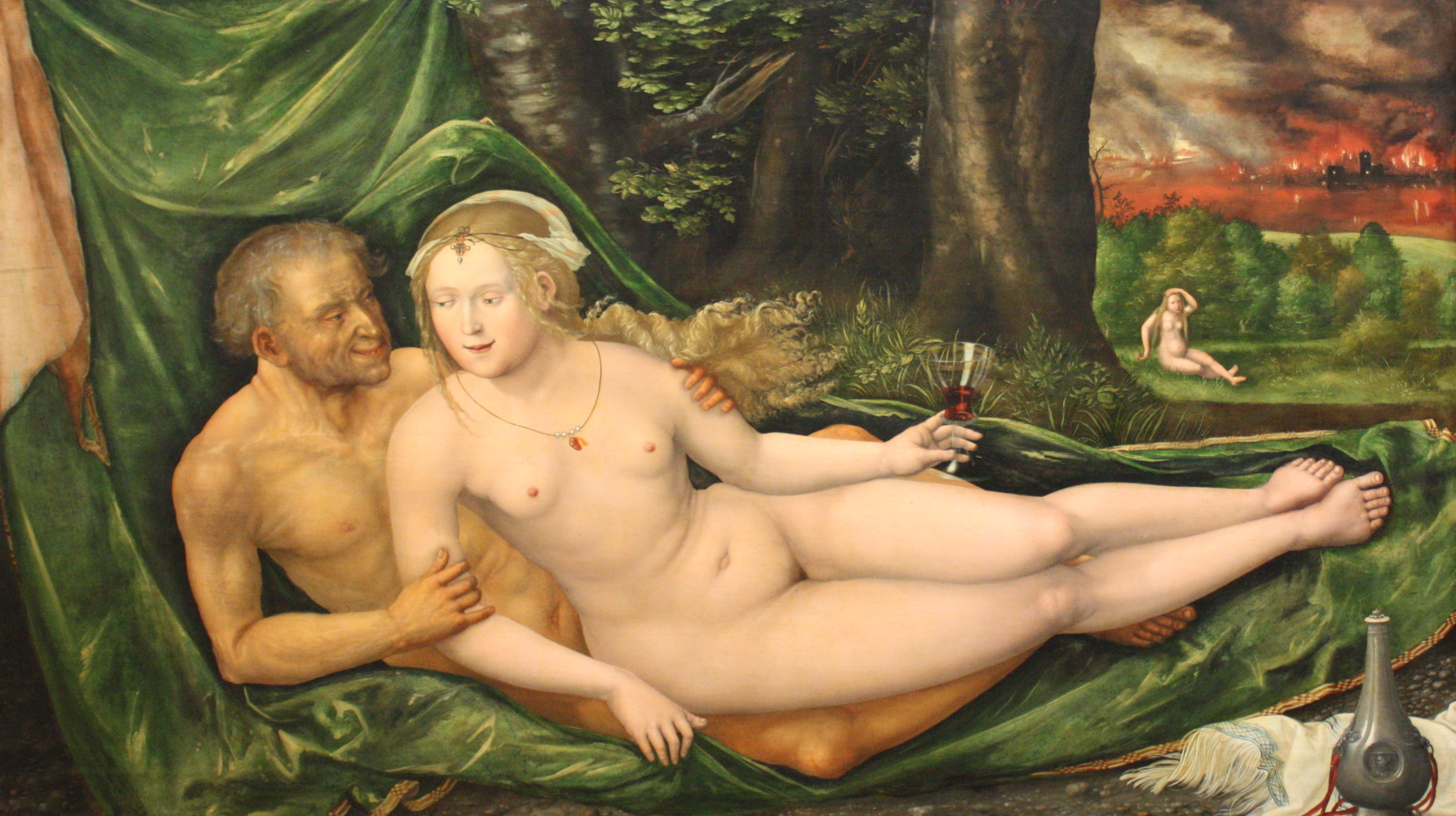
Altdorfer
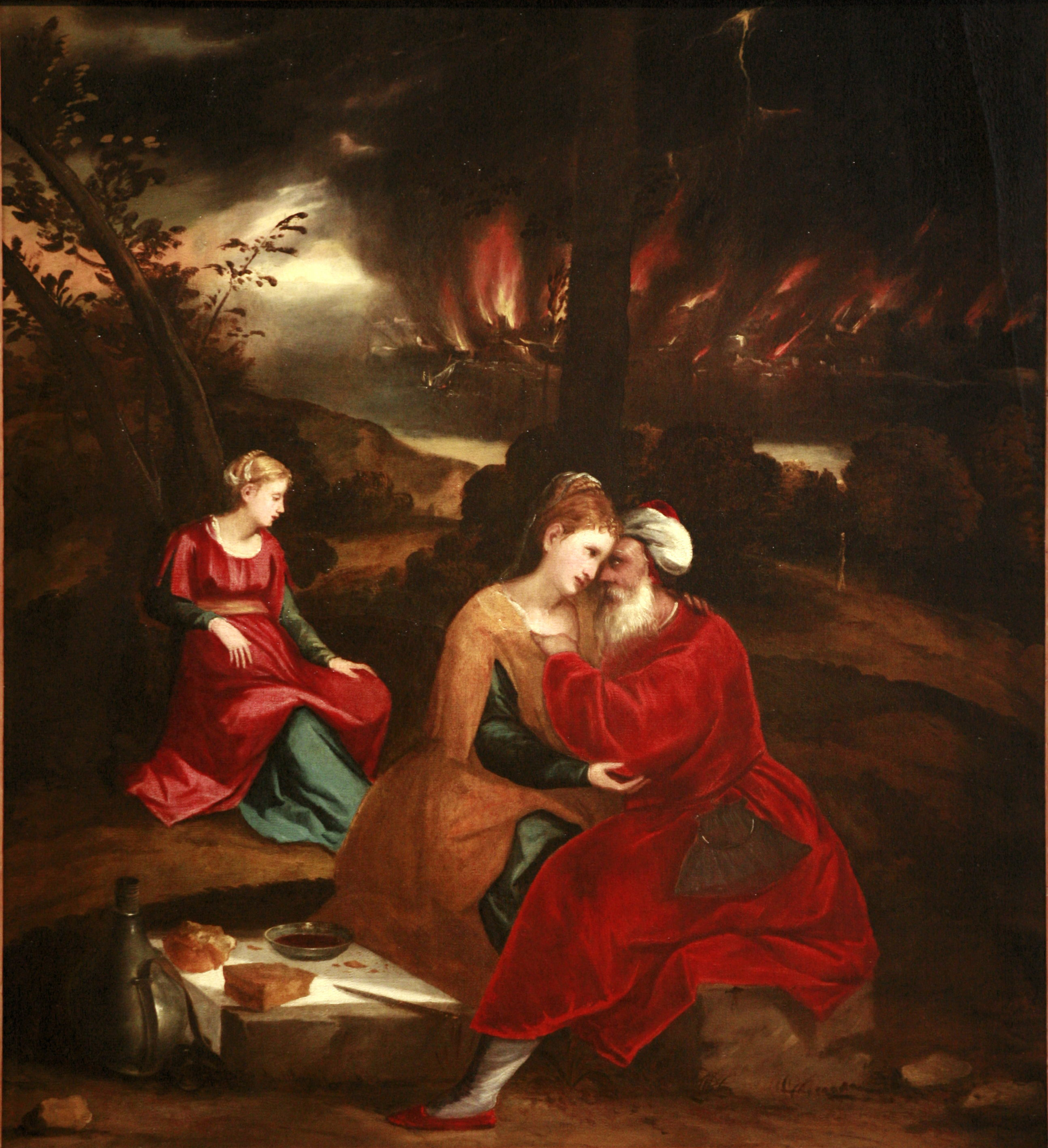
Bonifacio de Pitati
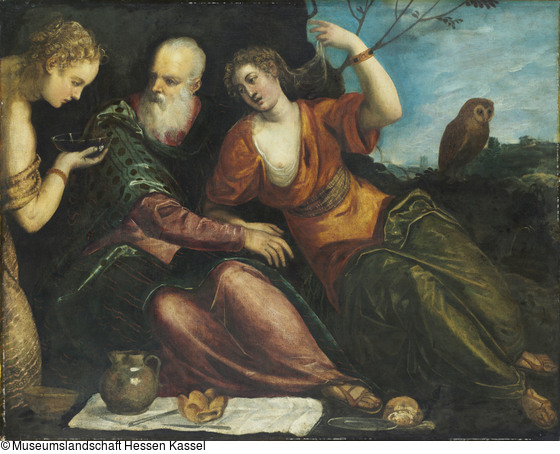
Tintoretto
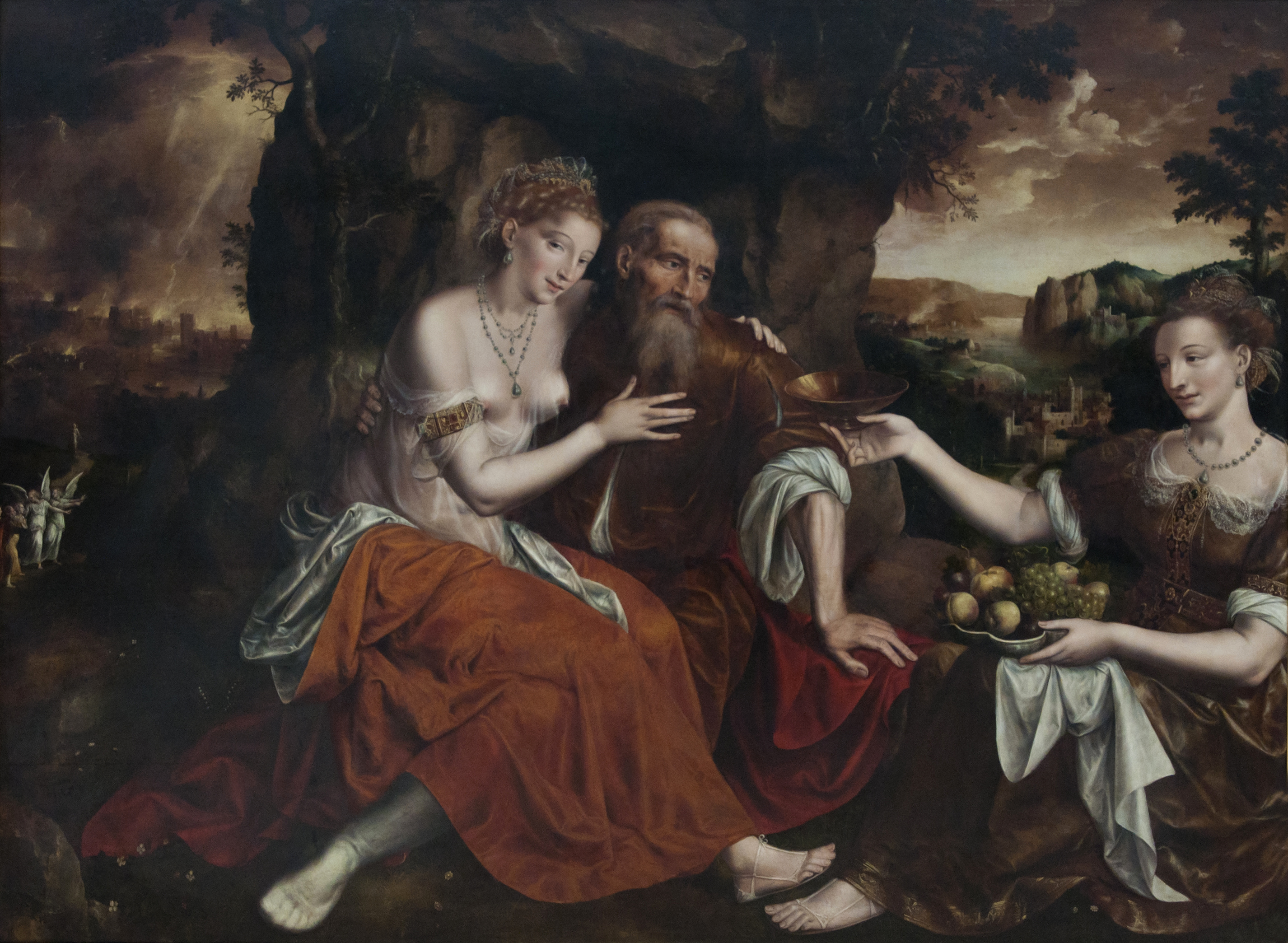
Jan Massys
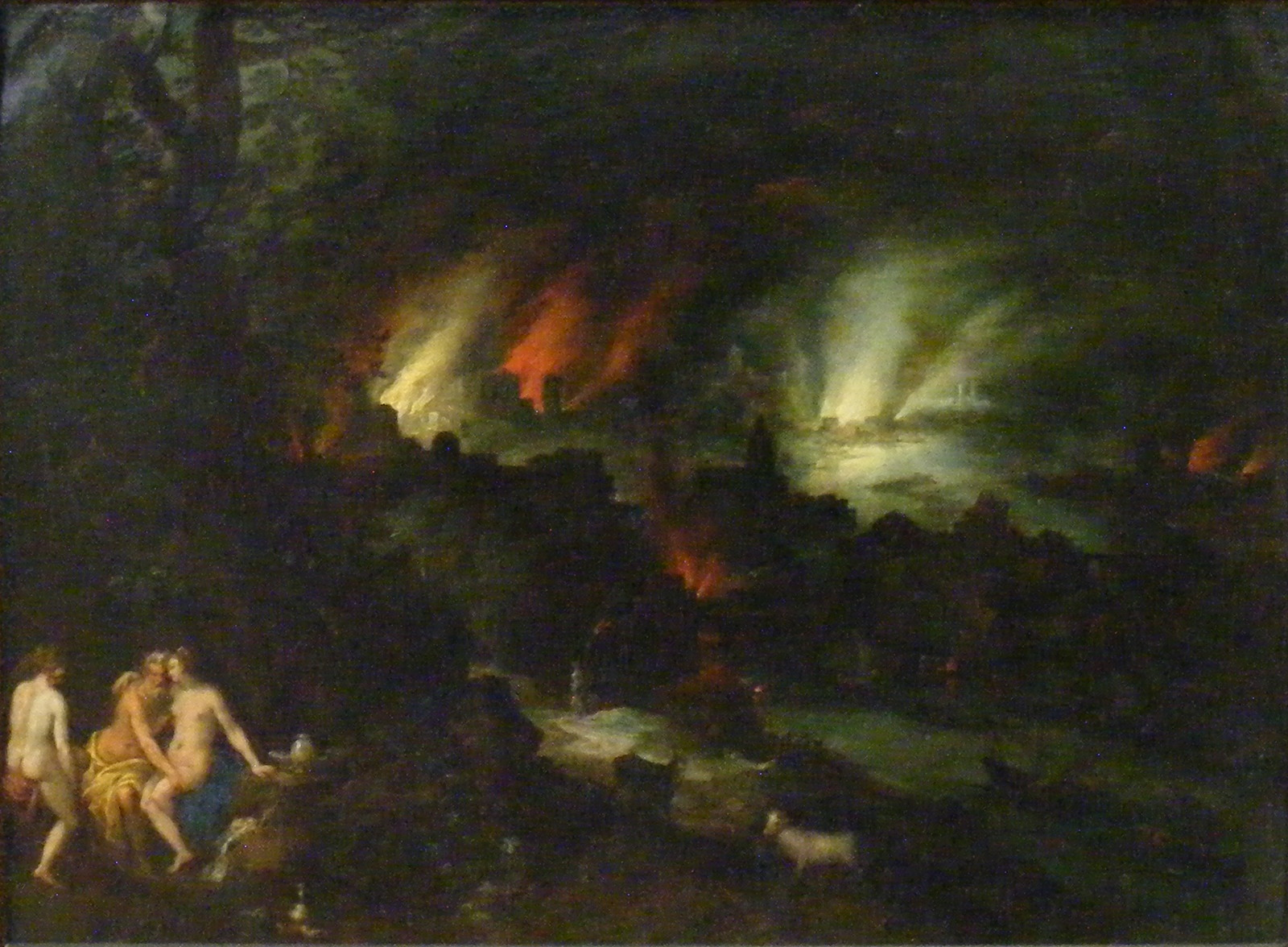
Jan Brueghel el Viejo
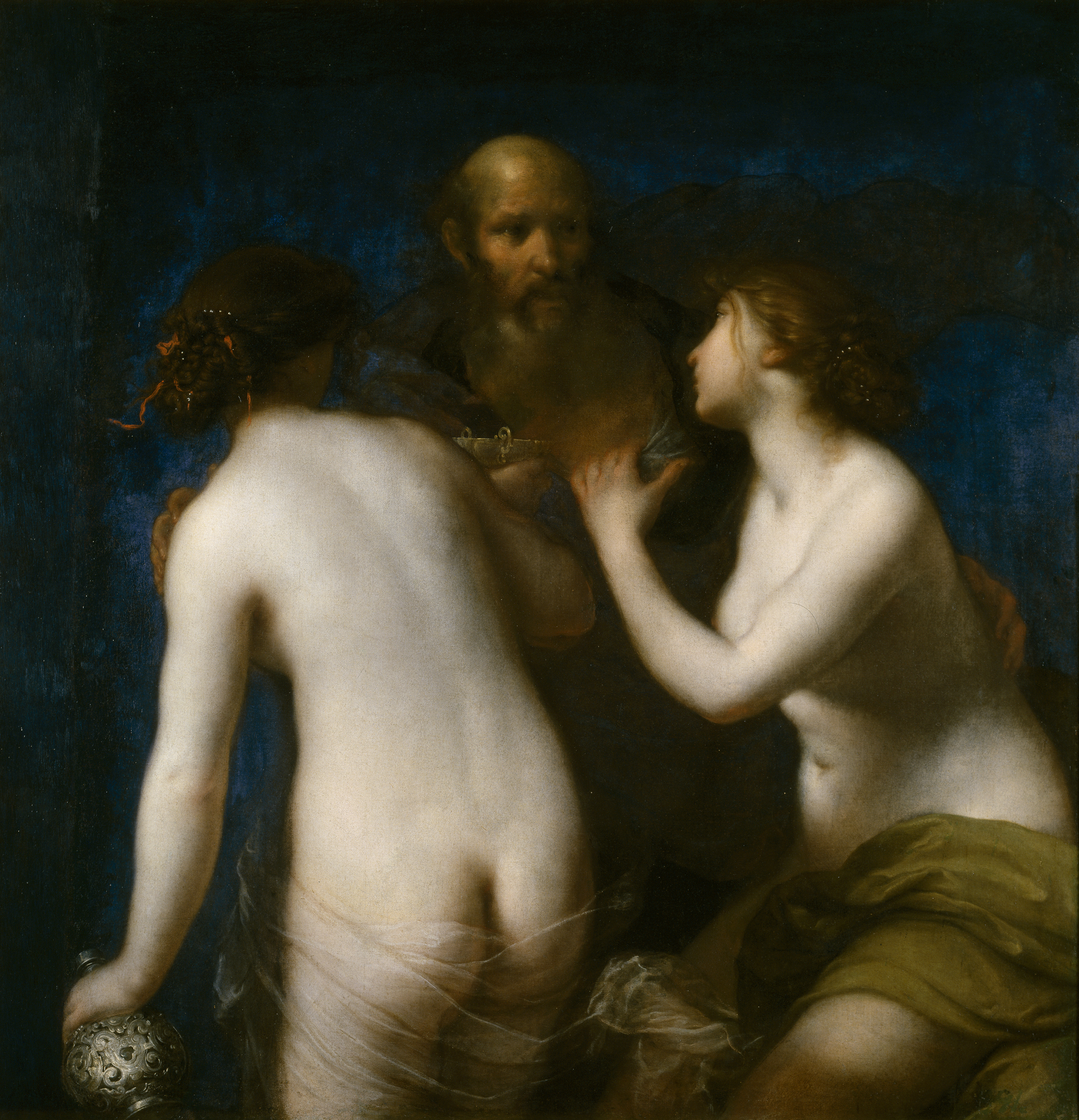
Furini
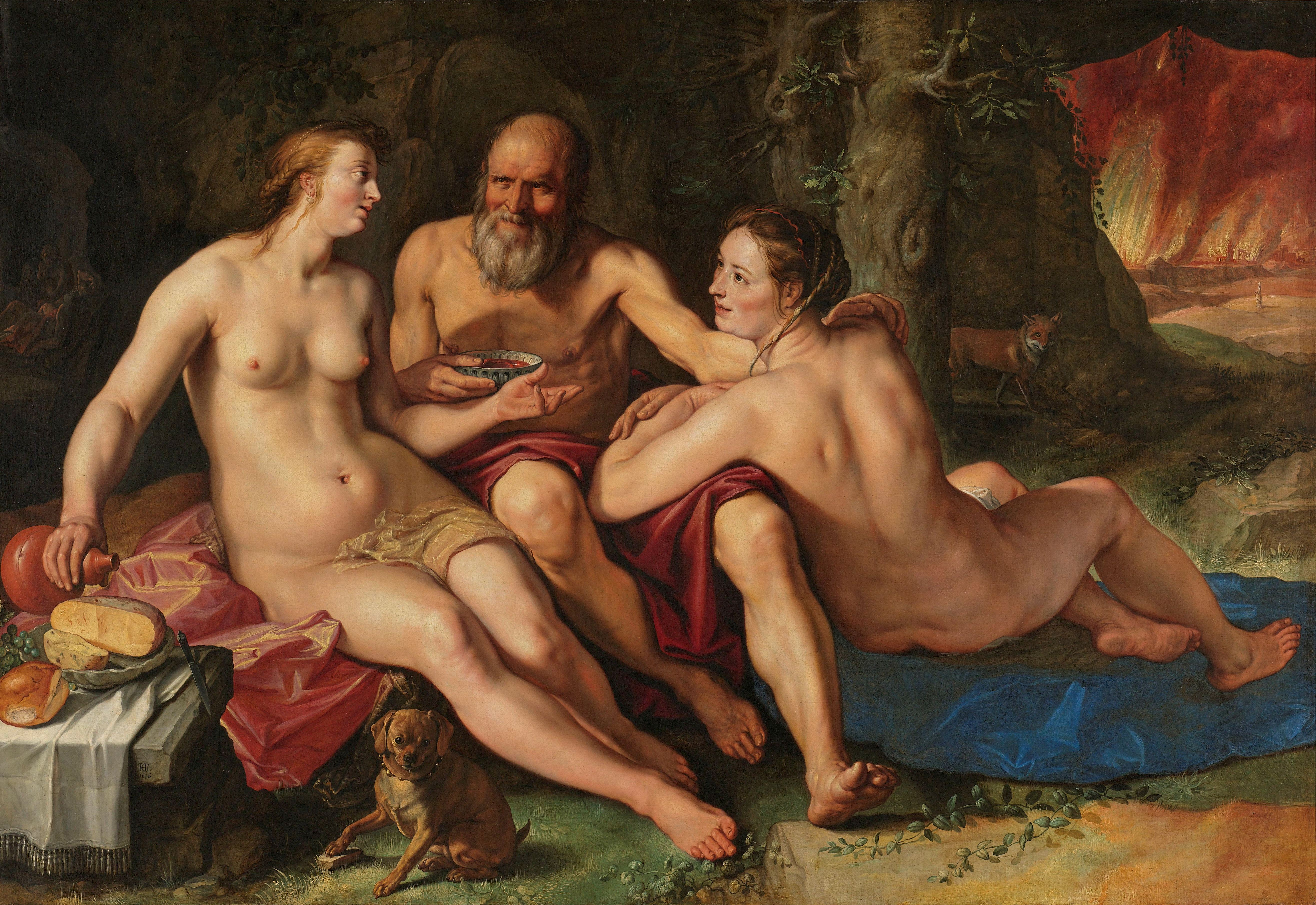
Goltzius
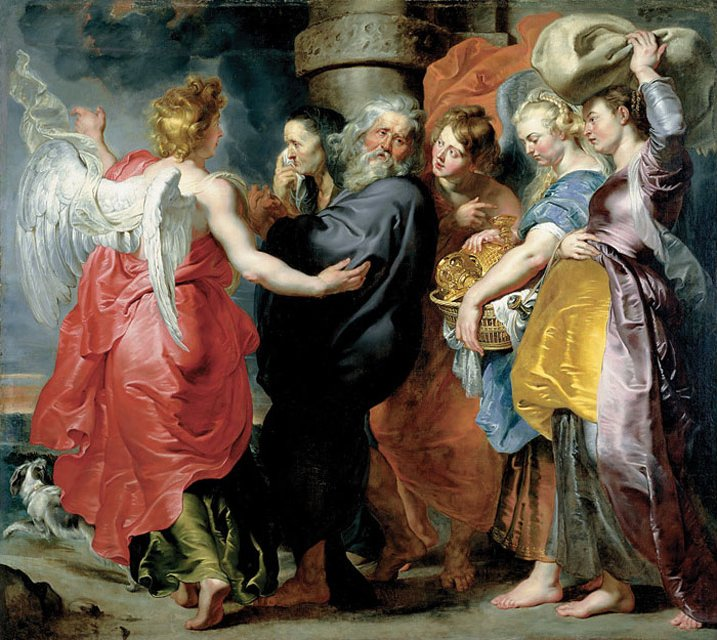
Rubens
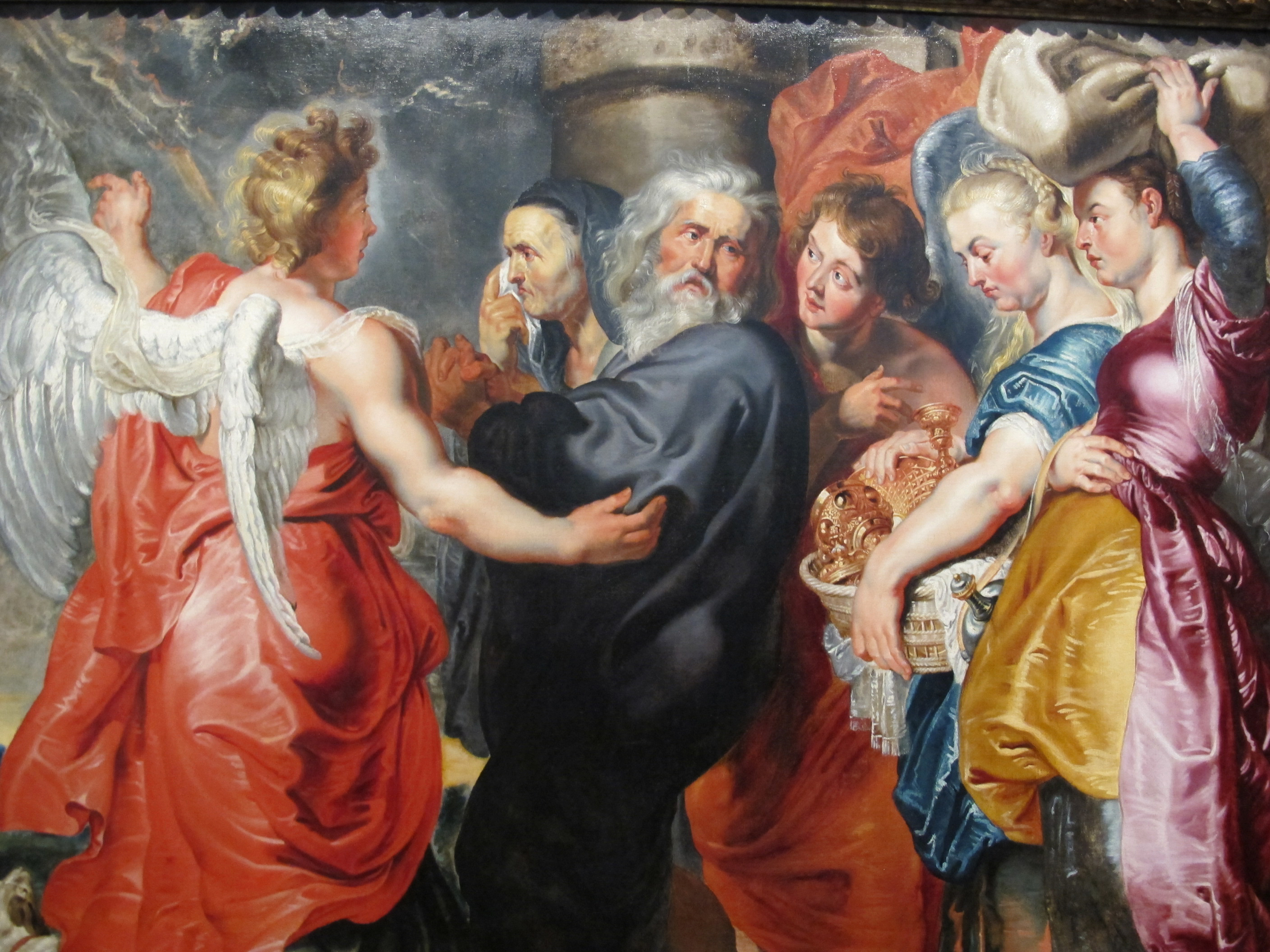
¿Jordaens?
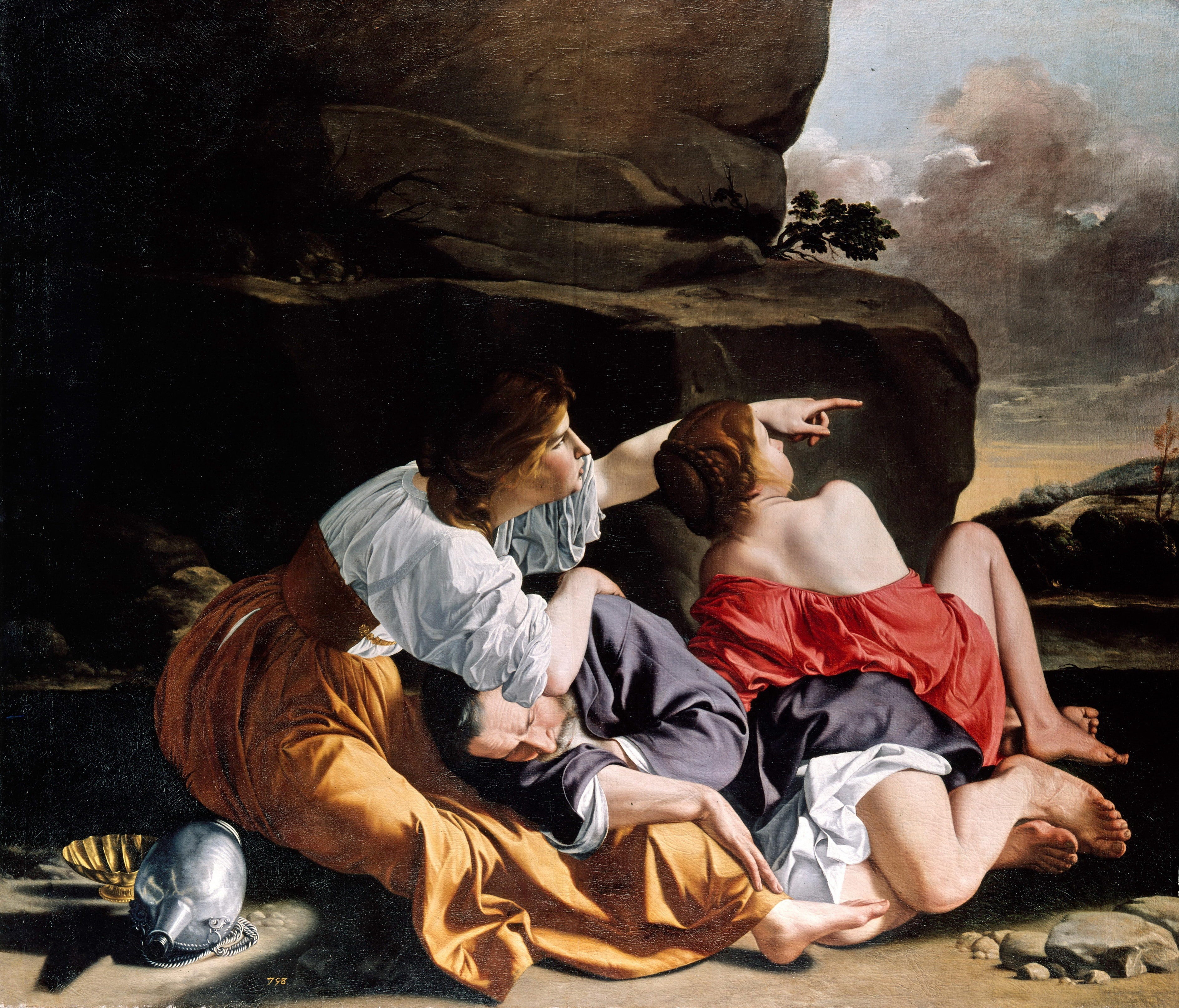
Orazio Gentileschi
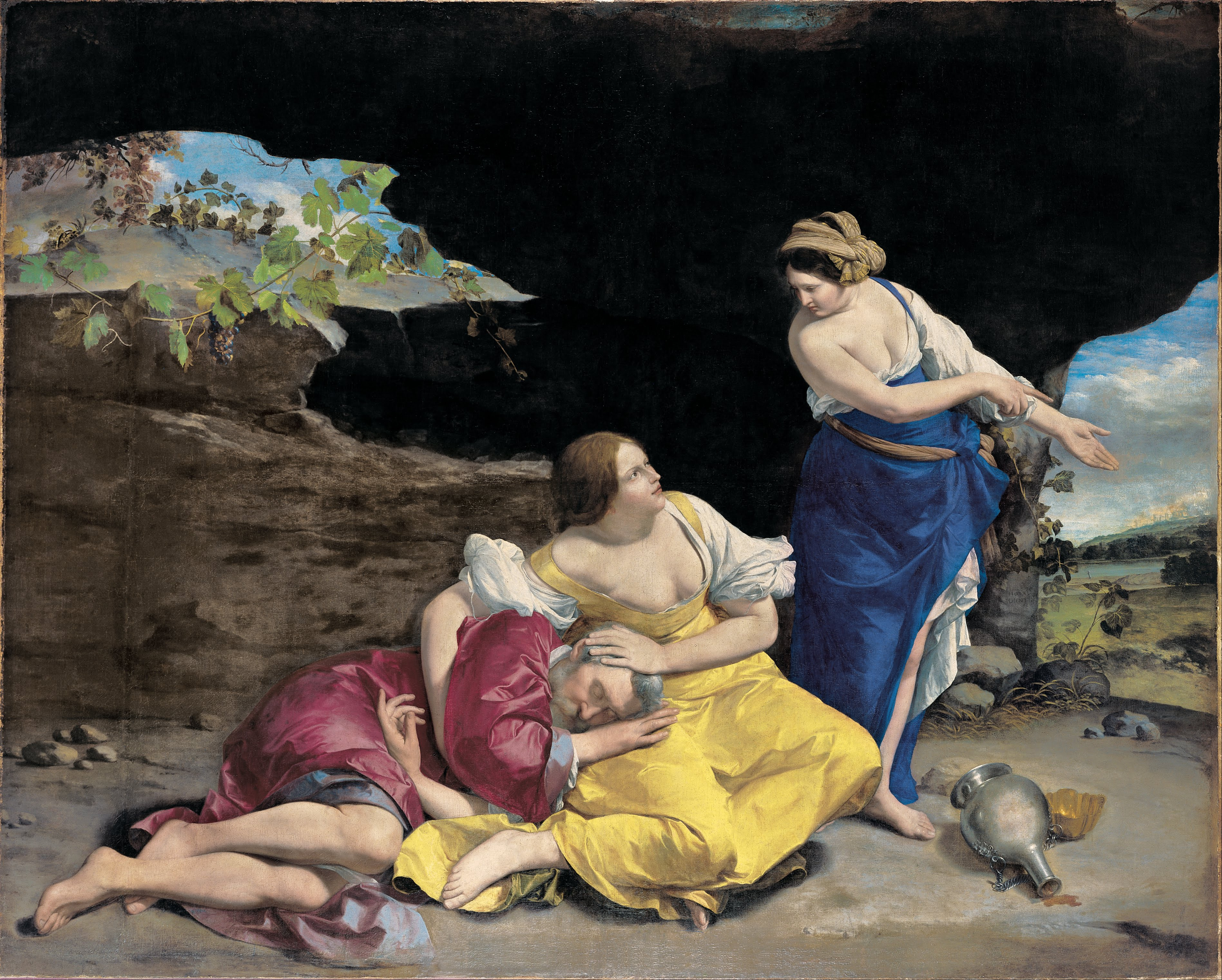
Orazio Gentileschi
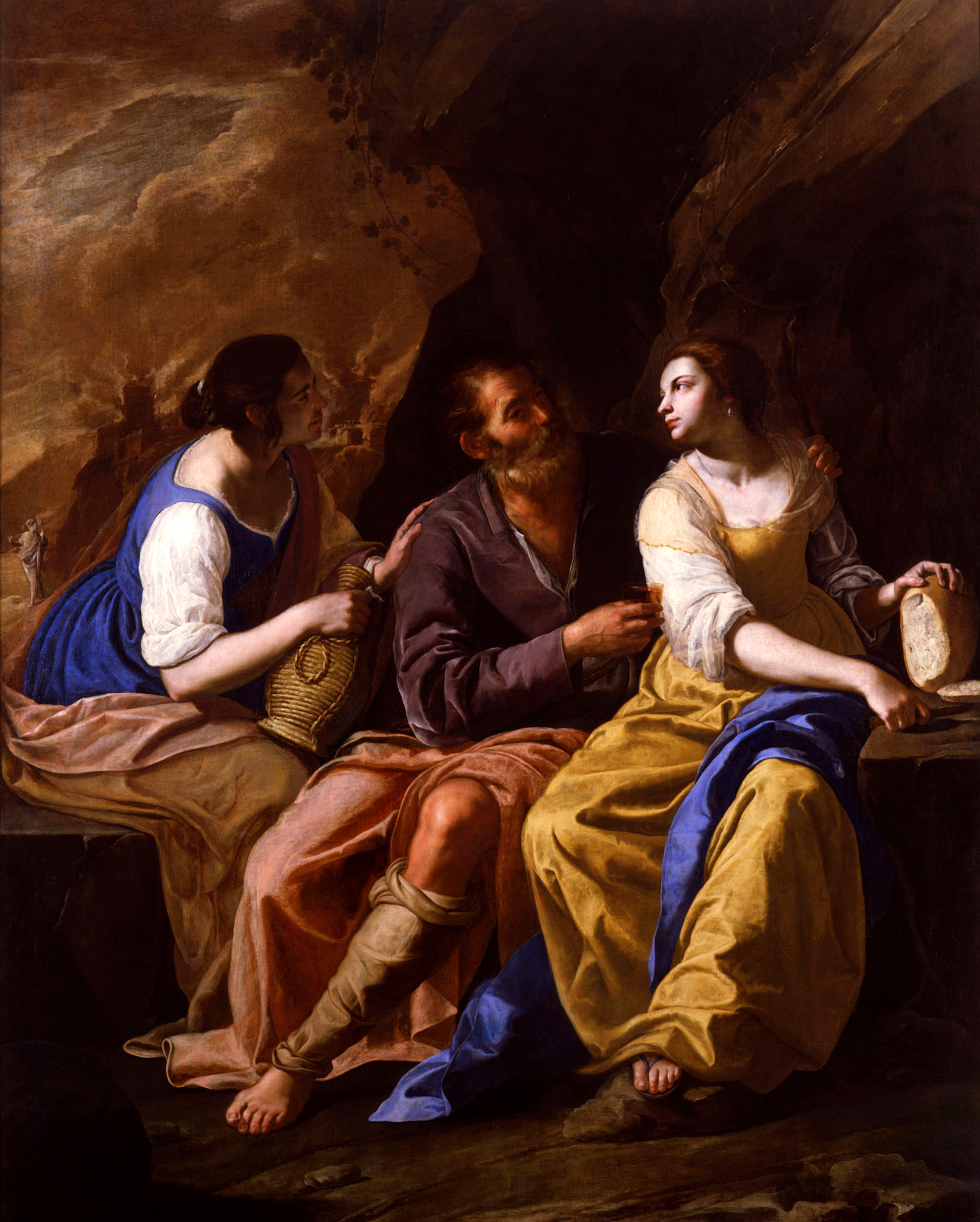
Artemisia Gentileshi
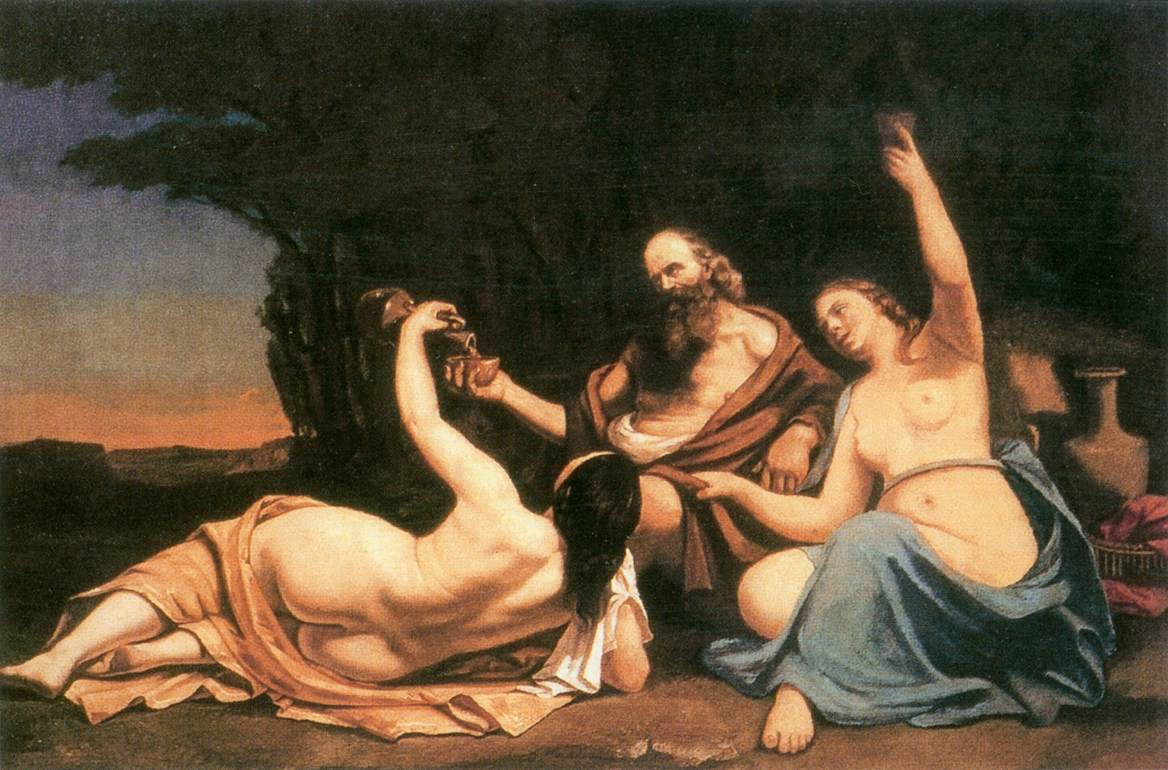
Courbet